# 小田浩次
小田 浩次（おだ こうじ、1987年8月10日 - ）は、日本の俳優である。
岡山県出身。元グローリープロダクション所属。

## 人物・来歴
趣味：空手、映画鑑賞　特技：バスケットボール

## 出演

### TV
- 日本テレビ 行列のできる法律相談所 (2009) 再現VTR 島田紳助（高校生時代）役
- NHK フルスイング (2008)
- フジテレビ 花ざかりの君たちへ〜イケメン♂パラダイス〜 (2007)
- フジテレビ 1リットルの涙 (2005)

### CM
- C.C.レモン

### スチール
- 進研ゼミ高校講座

### MV
- So Strong *SCARLET DIVA(2013)

### 舞台
- Kiss Me You 〜がんばったシンプー達へ〜（2015年5月、スペース・ゼロ） - 長谷川伍長 役